# 国泉泡盛
国泉泡盛合名会社（こくせんあわもり）は、沖縄県八重山郡与那国町に本社を置き、泡盛・花酒を製造・販売する酒造所である。

## 沿革
1958年に大嵩・金城・我那覇の3名による合名会社として設立。後に、大嵩個人に引き継がれた。2011年に与那国142番地（祖納）から現在地に移転。

## 主要銘柄
- どなん - 60度/30度/25度[6]。「どなん」とは与那国語（与那国方言）で「与那国」のことである[7]。